# Фанти (Бергамо)
Фанти је насеље у Италији у округу Бергамо, региону Ломбардија.
Према процени из 2011. у насељу је живело 142 становника. Насеље се налази на надморској висини од 335 м.